# Чемпионат Европы по лёгкой атлетике в помещении 1981 — бег на 400 метров (женщины)
Соревнования по бегу на 400 метров у женщин на чемпионате Европы по лёгкой атлетике в помещении в Гренобле прошли 21—22 февраля 1981 года во Дворце спорта.
Действующей зимней чемпионкой Европы в беге на 400 метров являлась Эльке Деккер из ФРГ.

## Рекорды
До начала соревнований действующими были следующие рекорды в помещении.
| Высшее мировое достижение        | Ярмила Кратохвилова (Чехословакия) | 49,64 | Вена, Австрия          | 28 января 1981 |
| Рекорд Европы                    | Ярмила Кратохвилова (Чехословакия) | 49,64 | Вена, Австрия          | 28 января 1981 |
| Рекорд чемпионатов Европы        | Марита Кох (ГДР)                   | 51,14 | Сан-Себастьян, Испания | 13 марта 1977  |
| Лучший результат сезона в мире   | Ярмила Кратохвилова (Чехословакия) | 49,64 | Вена, Австрия          | 28 января 1981 |
| Лучший результат сезона в Европе | Ярмила Кратохвилова (Чехословакия) | 49,64 | Вена, Австрия          | 28 января 1981 |

## Расписание
| Дата            | Раунд соревнований     |
| --------------- | ---------------------- |
| 21 февраля 1981 | Предварительные забеги |
| 21 февраля 1981 | Полуфиналы             |
| 22 февраля 1981 | Финал                  |

Время местное (UTC+2)

## Медалисты
| Золото                           | Серебро             | Бронза                      |
| Ярмила Кратохвилова Чехословакия | Наталья Бочина СССР | Верона Элдер Великобритания |

## Результаты
Обозначения: Q — Автоматическая квалификация | q — Квалификация по показанному результату | WB — Высшее мировое достижение | ER — Рекорд Европы | CR — Рекорд чемпионатов Европы | NR — Национальный рекорд | WL — Лучший результат сезона в мире | EL — Лучший результат сезона в Европе | PB — Личный рекорд | SB — Лучший результат в сезоне | DNS — Не стартовала | DNF — Не финишировала | DQ — Дисквалифицирована

### Предварительные забеги
Квалификация: первые 2 спортсменки в каждом забеге (Q) плюс 2 лучших по времени (q) проходили в полуфинал.

На старт в 3 забегах вышли 10 легкоатлеток.
| Место | Атлет                 | Гражданство    | Забег | Результат | Примечания |
| ----- | --------------------- | -------------- | ----- | --------- | ---------- |
| 1     | Наталья Бочина        | СССР           | 1     | 52,95     | Q, PB      |
| 2     | Эрика Росси           | Италия         | 1     | 53,04     | Q, PB      |
| 3     | Ярмила Кратохвилова   | Чехословакия   | 3     | 53,25     | Q          |
| 4     | Верона Элдер          | Великобритания | 3     | 53,69     | Q          |
| 5     | Каролин Кефер         | Австрия        | 2     | 53,75     | Q          |
| 6     | Рита Даймер           | ФРГ            | 1     | 53,87     | q, PB      |
| 7     | Софи Мальбранк        | Франция        | 2     | 54,10     | Q, PB      |
| 8     | Сильвия Рево          | Франция        | 3     | 54,55     | q, PB      |
| 9     | Мари-Кристин Шампенуа | Франция        | 1     | 54,59     |            |
| 10    | Лилия Тузникова       | СССР           | 2     | 55,05     | PB         |

### Полуфиналы
Квалификация: первые 2 спортсменки в каждом забеге (Q) проходили в финал.
| Место | Атлет               | Гражданство    | Забег | Результат | Примечания |
| ----- | ------------------- | -------------- | ----- | --------- | ---------- |
| 1     | Ярмила Кратохвилова | Чехословакия   | 2     | 52,04     | Q          |
| 2     | Каролин Кефер       | Австрия        | 2     | 52,56     | Q          |
| 3     | Верона Элдер        | Великобритания | 1     | 52,80     | Q          |
| 4     | Эрика Росси         | Италия         | 2     | 52,81     | NR         |
| 5     | Наталья Бочина      | СССР           | 1     | 53,20     | Q          |
| 6     | Сильвия Рево        | Франция        | 2     | 54,01     | PB         |
| 7     | Софи Мальбранк      | Франция        | 1     | 54,59     |            |
| 8     | Рита Даймер         | ФРГ            | 1     | 54,61     |            |

### Финал
Финал в беге на 400 метров у женщин состоялся 22 февраля 1981 года. Уверенную победу одержала Ярмила Кратохвилова, месяцем ранее впервые в мировой истории пробежавшая 400 метров в помещении быстрее 50 секунд.
| Место | Атлет               | Гражданство    | Результат | Примечания |
| ----- | ------------------- | -------------- | --------- | ---------- |
| 1     | Ярмила Кратохвилова | Чехословакия   | 50,07     | CR         |
| 2     | Наталья Бочина      | СССР           | 52,32     | NR         |
| 3     | Верона Элдер        | Великобритания | 52,37     |            |
| 4     | Каролин Кефер       | Австрия        | 52,50     |            |